# Via Salària
La via Salària (en llatí Via Salaria en grec antic ἡ Σαλαρία ὁδός) va ser una de les principals vies romanes de l'antiguitat que portava de Roma a Reate pujant per la vall del Tíber i Sabínia, i seguia, a través dels Apenins, en direcció al Picè i la mar Adriàtica.
No se sap quan es va construir, però sembla que es van aprofitar les rutes iniciades pels sabins per transportar la sal que compraven a Roma extreta de les salines de la boca del Tíber, d'on, segons la tradició, va prendre el nom de Salaria (via de la sal). Va ser de les poques vies romanes, junt amb la via Llatina, que no portava el nom del seu constructor.
Titus Livi ja parla d'aquesta via quan descriu la batalla d'Àl·lia (el 390 aC o el 387 aC) que es va lliurar prop d'allí, i que en una ocasió posterior els gals van arribar a acampar a tocar de la mateixa via, més a prop de Roma.
És probable que es construís damunt del camí de terra del temps dels sabins i que arribés en un primer moment només fins a Reate. No devia arribar a les muntanyes i a l'Adriàtic fins en una època molt tardana. En temps d'Estrabó no hi ha proves de que arribés fins al mar, i l'autor grec només diu que s'estenia per la terra dels sabins. Però l'Itinerari d'Antoní dona el nom de Salària a tota la via fins a arribar a la mar, a Castrum Truentinum i d'allí a Hadria.
Tenia la sortida per la Porta Collina juntament amb la via Nomentana però immediatament se separaven i la via Salària passava per la porta Salaria mentre l'altra per la porta Nomentana. A uns 5 km de Roma la via creuava el riu Anio pel pontus Salarius, lloc on es va lliurar el combat de Tit Manli Imperiós Torquat contra els gals i que encara existeix avui dia tot i que construït nou en temps del general romà d'Orient Narses, ja que l'anterior pont el va destruir l'ostrogot Tòtila.
Seguia per Antemnae cap a un turó on van acampar els gals l'any 361 aC i on també va tenir un camp Hanníbal. A uns 10 km de Roma es trobava Fidenae (Fidenes), lloc ocupat després per un castell medieval (Castel Giubileo). D'aquí es dirigia cap al Tíber i seguia per la seva vall, passant el Monte Rotondo fins Erètum (a uns 28 km de Roma) on es trobava altre cop amb la via Nomentana. Passava llavors per un país muntanyós fins a Reate (Rieti) amb una estació: Ad Novas o Vicus Novus (avui Osteria Nuova) a uns 50 km de Roma i a 25 de Reate. Aquí continuava fins a Cutiliae, Interocrea (Antrodoco), i seguia en direcció a Amiternum o Velinus, i continuava al nord fins Falacrinum (a 26 km de Interocrea) on creuava els Apenins i baixava a la vall del Tronto (antic Truentus) al que seguia fins a la seva desembocadura a Castrum Truentinum passant per les estacions de Vicus Badies i Ad Centesimun, i per la ciutat d'Asculum (Ascoli). En aquest punt girava al nord i seguia la costa fins a Ancona, i una altra branca girava al sud fins a Castrum Novum (prop de Giulia Nuova), i Hadria (Atri).